# Günter Klass
Günter Klass, né le 25 janvier 1936 à Stuttgart et décédé le samedi 22 juillet 1967 à Florence, dit Bobby, est un ancien pilote de circuits, de courses de côte, et de rallyes allemand.

## Biographie
Günter Klass fut pilote officiel pour Porsche (de 1962 à 1966) et Ferrari (1967).
Il décéda à la suite de l'accident de sa  Hill Climb Ferrari Dino 206SP T-car (châssis 842), lors de la course d'endurance des 66 km du circuit de Mugello, dans la descente du col de Giogo Firenzuola, près du village de Casanuova, sa voiture percutant un arbre sur le côté droit de l'asphalte, s'embrasant alors rapidement. Les sauveteurs avaient réussi à l'extraire, thorax enfoncé, mais il fut déclaré mort à son arrivée par hélicoptère à l'hôpital Creggi de Florence.
Il possédait une entreprise de fabrication d'appareils sanitaires à Stuttgart, ainsi qu'un établissement de nuit dans cette même ville depuis 1966.

## Palmarès
- Champion d'Europe des rallyes Groupe 3, en 1966 sur Porsche 911 R.

## Victoires et places d'honneur en rallyes
- 1966: rallye ADAC d'Allemagne (copilote Wütherich);
- 1966: rallye Hunsrück (copilote Wütherich);
  - 2e du Tour de Corse en 1966 (derrière Vic Elford), et du rallye Sanremo 1966 (copilote le français Robert Buchet);
  - 4e du Tour de France auto en 1964 (catégorie Grand Tourisme) (copilote Rolf Wueterich, sur Porsche 904 GTS).

## Victoire sur circuits
- Rennen international Norisring édition 1965, sur Porsche 904 GTS;
- Avusrennen édition 1967, sur Porsche 906;
- 12 Heures de Sebring édition 1965, en classe 2 000 cm3 GT, avec Underwood Lake sur Porsche 904 GTS (et 1er à l'indice de performance);
- 24 Heures du Mans édition 1966, en classe 2 000 cm3 GT, avec Rolf Stommelen sur Porsche (il débuta en 1964 dans l'épreuve mancelle):
  - 2e du Grand-Prix d'Hockenheim 1966.